# Episodi di California (quattordicesima stagione)
Questa voce contiene trame, dettagli e crediti dei registi e degli sceneggiatori della quattordicesima stagione della serie televisiva California.
Negli Stati Uniti d'America, è stata trasmessa per la prima volta dalla CBS dal 29 ottobre 1992 al 13 maggio 1993. In Italia la stagione è inedita.
Il cast regolare di questa stagione è composto da: William Devane (Gregory Sumner), Kevin Dobson ('Mack' Patrick MacKenzie), Stacy Galina (Kate Whittaker), Michele Lee (Karen MacKenzie), Kathleen Noone (Claudia Whittaker), Michelle Phillips (Anne Matheson), Ted Shackelford (Gary Ewing), Nicollette Sheridan (Paige Matheson), Joan Van Ark (Valene Ewing).
| nº | Titolo originale           | Titolo italiano | Prima TV USA     | Prima TV Italia |
| -- | -------------------------- | --------------- | ---------------- | --------------- |
| 1  | Found and Lost             |                 | 29 ottobre 1992  |                 |
| 2  | Lovers and Other Strangers |                 | 5 novembre 1992  |                 |
| 3  | The Children's Hour        |                 | 12 novembre 1992 |                 |
| 4  | Rescue Me                  |                 | 19 novembre 1992 |                 |
| 5  | Love and Death             |                 | 3 dicembre 1992  |                 |
| 6  | The Price                  |                 | 10 dicembre 1992 |                 |
| 7  | Bye, Bye Love              |                 | 17 dicembre 1992 |                 |
| 8  | A Death in the Family      |                 | 7 gennaio 1993   |                 |
| 9  | Some Like it Hot           |                 | 14 gennaio 1993  |                 |
| 10 | The Invisible Man          |                 | 21 gennaio 1993  |                 |
| 11 | The Getaway                |                 | 28 gennaio 1993  |                 |
| 12 | Call Waiting               |                 | 4 febbraio 1993  |                 |
| 13 | Farewell, My Lovely        |                 | 11 febbraio 1993 |                 |
| 14 | The Way Things Were        |                 | 18 febbraio 1993 |                 |
| 15 | Hints and Evasions         |                 | 25 febbraio 1993 |                 |
| 16 | My Kingdom for a Horse     |                 | 4 marzo 1993     |                 |
| 17 | Day of the Assassin        |                 | 11 marzo 1993    |                 |
| 18 | Just Like Old Times (1)    |                 | 13 maggio 1993   |                 |
| 19 | Just Like Old Times (2)    |                 | 13 maggio 1993   |                 |